# Hamadryas belladonna
Espèce
Hamadryas belladonna est une  espèce de lépidoptères (papillons) de la famille des Nymphalidae et de la sous-famille des Biblidinae et du genre Hamadryas.

## Dénomination
Hamadryas belladonna a été décrite par Henry Walter Bates en 1865 sous le nom initial d' Ageronia belladonna.

### Nom vernaculaire
Hamadryas belladonna se nomme Belladonna Cracker en anglais.

## Écologie et distribution
Hamadryas belladonna est présent au Brésil.

### Protection
Pas de statut de protection particulier.